# Kellbach
Der Kellbach ist ein zehn Kilometer langer,  linker und südöstlicher Zufluss des Mains in Markt Ebensfeld im oberfränkischen Landkreis Lichtenfels.

## Geografie

### Verlauf
Der Kellbach entspringt östlich von Kleukheim. Er fließt zunächst in westliche Richtung durch Kleukheim. Dort knickt er nach Nordwesten ab, nimmt nach dem Ort  von rechts den Kümmelbach auf. In der folgenden Ortschaft Prächting wird er auf derselben Seite vom Zeitelbach verstärkt. Nachdem er noch Kutzenberg auf dem inzwischen niedrigen linken Hang passiert hat, unterquert er am Eintritt ins weite Obermaintal die A 73. Danach durchläuft er den namengebenden Hauptort Ebensfeld der Marktgemeinde, in dem er auch die Bahnstrecke Hof–Bamberg unterquert und mündet von links und zuletzt Osten etwas unterhalb von Flusskilometer 411 in den Main.

### Einzugsgebiet
Der Kellbach entwässert 22,8 km² am Nordrand der Fränkischen Alb nordwestlich zum oberen Main bei Ebensfeld auf dessen Abschnitt zwischen Lichtenfels und Bamberg. Das Kellbach-Einzugsgebiet gehört, naturräumlich gesehen, überwiegend zum Vorland der Nördlichen Frankenalb, erst mündungsnah im Westen etwa an Kutzenberg zum Unterraum  Ebinger Maintal des Itz-Baunach-Hügellandes. Es erstreckt sich vom Marienberg (ca. 567 m ü. NHN) etwa 9 km weit nach Nordwesten bis zur Mündung auf ca. 245 m ü. NHN; quer dazu ist es überall unter 4,5 km breit. Wegen seiner dortigen zwei großen, etwa rechtwinklig nahenden Nebenbäche Kümmelbach und Zeitelbach läuft der Kellbach im Mittellauf deutlich näher an seiner linken Wasserscheide.
Sämtliche Konkurrenten des Kellbachs entwässern ebenfalls zum oberen Main. Die Wasserscheide im Norden läuft von der Mündung ostwärts und steigt dabei in mehreren Stufen an zur Höhe der Frankenalb, erst recht flach bis auf den Zobelberg (337 m ü. NHN), danach steil zum Bergsporn  Ansberg (460 m ü. NHN) mit der Veitskapelle, dann wiederum steil bis zu einem großflächigeren Westsporn östlich von Dittersbrunn (509 m ü. NHN). Bis hierher grenzt von außen fast schon am Ortsrand von Ebensfeld das Einzugsgebiet des aufwärtigen Main-Zuflusses Sträublingsbach an. Danach biegt die Grenzlinie in langsamer Drehung und langsamem Aufstieg nach Süden, bis sie die flache Kuppe des Marienbergs (567 m ü. NHN) und damit ihren östlichsten Punkt erreicht hat; auf diesem Abschnitt entwässert jenseits schon bald die kurze, aber einzugsgebietsreiche Döritz zum Sträublingsbach. Anschließend zieht die Wasserscheide vor dem Scheßlitzer Ellernbach südwestlich und erreicht dabei nach etwa einem Kilometer den mit 576 m ü. NHN höchsten Punkt im Einzugsgebiet auf einem namenlosen Waldrücken. Bei Scheßlitz-Roschlaub zieht die Einzugsgebietsgrenze dann in steilem Abstieg von über 520 m ü. NHN auf etwa 360 m ü. NHN für reichlich einen Kilometer westlich, die jenseitige Entwässerung läuft über Kuhgraben und seinen Unterlauf Grumbach, wie schon zuvor der Ellernbach, zum weit abwärts in den Obermain mündenden Leitenbach. An Angerholz knickt die Wasserscheide dann nach Nordwesten und zieht in ziemlich gleichbleibender Höhe bis zum Rotenberg (346 m ü. NHN), außen konkurriert hier der nähere und schon weniger bedeutende mainabwärtige Leiterbach. Auf dem restlichen Teil des nordwestlichen Grenzverlaufs bis zurück zur Mündung gibt es auf der anderen Seite keine bedeutenden Zuflüsse zum nahen Main mehr.

### Zuflüsse
Teilweise hierarchische Liste der Zuflüsse von der Quelle zur Mündung. Mit Gewässerlänge, Einzugsgebiet und Höhe. Andere Quellen für die Angaben sind vermerkt.
Quelle des Kellbachs auf etwa 406 m ü. NHN westlich und unterhalb des Waldhangs, der vom Kehlholz von Scheßlitz-Roschlaub herabzieht. Der oberste Abschnitt ist Kommunalgrenze zur Scheßlitz.
- Am linken Waldhang läuft wenig nach der Quelle eine Steinerne Rinne zu Tale.
- Aschbach (Kellbach), von rechts und Nordosten auf etwa 318 m ü. NHN kurz vor dem Ostrand von Kleukheim, ca. 3,1 km und ca. 5,9 km²
Dieser Zulauf ist der bedeutendere Oberlauf gegenüber dem Kellbach, der bis dorthin nur ca. 1,7 km lang ist und erst ein Einzugsgebiet von ca. 1,8 km² akkumuliert hat
  - (Trockentalzulauf), von links und Südsüdosten auf etwa 365 m ü. NHN am abwärtigen Ortsende von Oberküps, rund 1,0 km[BA 4] und ca. 1,7 km². Das Tal beginnt zu Füßen des ehemaligen Klosters auf dem Marienberg. Entspringt auf etwa 410 m ü. NHN wenig östlich von Oberküpf.
- Froschbach, von links und Südosten auf etwa 307 m ü. NHN in Kleukheim, ca. 1,5 km und ca. 1,9 km². Entspringt auf etwa 345 m ü. NHN am Rande eines Hangwaldstreifens. Nach der Flurgrenze meist wegbegleitend.
- Kümmelbach, von rechts und Ostnordosten auf etwa 290 m ü. NHN zwischen Kleukheim und Prächting, ca. 3,3 km und ca. 3,5 km². Entspringt auf etwa 408 m ü. NHN einer Quelle am unteren Hangwaldrand östlich von Kümmel.
- Zeitelbach, von rechts und Nordosten auf rund 285 m ü. NHN in Prächting, ca. 2,1 km mit etwas längerem linken Quellbach und ca. 2,1 km². Dieser entsteht auf etwa 371 m ü. NHN am Ende eines Flurschlauchs in den Wald südlich von Dittersbrunn, wo die Straße von dort nach Kümmel in den Wald eintritt. Etwa 30 Meter darüber am Waldhang liegt eine weitere Quelle.

Mündung des Kellbachs von links und zuletzt Osten auf 249 m ü. NHN bei Ebenfeld in den oberen Main. Der Bach ist, von der Quelle des Längeren Aschnachs an gerechnet, 10,0 km lang und hat ein 22,9 km² großes Einzugsgebiet.

### Orte und Wohnplätze
Von der Quelle zur Mündung liegen am Lauf:
- Kleukheim (Pfarrdorf)
- Trockenmühle (links), zu Kleukheim
- Ecksteinmühle (links), zu Prächting
- Prächting (Pfarrdorf)
- Hahnhof (Einöde, linker Hang)
- Kutzenberg (Dorf, links auf dem Kamm)
- Presslermühle (rechts), zu Prächting
- Ebensfeld

Alle Orte gehören zur Marktgemeinde Ebensfeld.
Der Kellbach verlässt nirgends das Gemeindegebiet von Ebensfeld. Auch der größte Teil des Einzugsgebietes gehört der Marktgemeinde an, ausgenommen kleine Randgebiete. Im Osten gehört ein winziger Zwickel schon auf der Hochebene zu Bad Staffelstein, im Osten und Südosten Hochebenenanteile und ein Teil des linken oberen Talhangs zu Scheßlitz im Landkreis Bamberg, im Südwesten ein diesseitiger Teil der schon niedrigen Hügel zu Markt Zapfendorf (ebenfalls Landkreis Bamberg).
Außer den eben genannten Orten nahe auf Lauf liegen im Einzugsgebiet noch die folgenden Siedlungsplätze, im Uhrzeigersinn von Norden:
- Veitskapelle (Sporn Ansberg; nördliche Wasserscheide)
- Dittersbrunn (Dorf, Hang über dem rechten Zeitelbach-Oberlauf)
- Kümmel (Dorf, im mittleren Kümmelbachtal)
- Oberküps (Kirchdorf, am oberen Aschbach) und Unterküps (Dorf, am mittleren Aschbach)
- Marienberg (ehemaliges Kloster über dem erwähnten Trockentalende; östliche Wasserscheide), einziger nicht Ebensfelder Siedlungsplatz, zur Stadt Scheßlitz

## Hochwasser
Am 31. Mai 2013 trat der überraschend schnell und ungewohnt hoch angestiegene Kellbach in Ebensfelden über das Ufer, füllte Keller und floss über die Straße.

## Natur und Umwelt
Der Biber ist am Kellbach heimisch und im Bach selbst kommen Schneider und Elritze vor.

### BayernAtlas („BA“)
Amtliche Online-Gewässerkarte mit passendem Ausschnitt und den hier benutzten Layern: Lauf und Einzugsgebiet des Kellbachs

Allgemeiner Einstieg ohne Voreinstellungen und Layer: BayernAtlas der Bayerischen Staatsregierung (Hinweise)
1. 1 2 3  Höhe abgefragt auf dem Hintergrundlayer Amtliche Karte (Rechtsklick).
2. ↑  Länge abgemessen auf dem Hintergrundlayer Amtliche Karte.
3. ↑  Einzugsgebiet abgemessen auf dem Hintergrundlayer Amtliche Karte.
4. ↑  Tallänge abgemessen auf dem Hintergrundlayer Amtliche Karte.

### Gewässerverzeichnis Bayern („GV“)
1. 1 2  Länge nach: Verzeichnis der Bach- und Flussgebiete in Bayern – Flussgebiet Main, Seite 23 des Bayerischen Landesamtes für Umwelt, Stand 2016 (PDF; 3,3 MB) (Seitenzahl kann sich ändern.)
2. ↑  Einzugsgebiet nach: Verzeichnis der Bach- und Flussgebiete in Bayern – Flussgebiet Main, Seite 23 des Bayerischen Landesamtes für Umwelt, Stand 2016 (PDF; 3,3 MB) (Seitenzahl kann sich ändern.)

### Sonstige
1. ↑  Heinz Späth: Geographische Landesaufnahme: Die naturräumlichen Einheiten auf Blatt 141 Coburg. Bundesanstalt für Landeskunde, Bad Godesberg 1987. → Online-Karte (PDF; 5,0 MB)
2. ↑  Artikel „Kleiner Bach wird zur reißenden Flut“ der Coburger Neuen Presse vom 1. Juni 2013.
3. ↑  Ein Ureinwohner kehrt heim, Obermain-Tagblatt, 14. April 2014
4. ↑  Verordnung über die Fischerei im Bezirk Oberfranken – Bezirksfischereiverordnung (Memento des Originals vom 8. Dezember 2013 im Internet Archive)  Info: Der Archivlink wurde automatisch eingesetzt und noch nicht geprüft. Bitte prüfe Original- und Archivlink gemäß Anleitung und entferne dann diesen Hinweis.